# Andratx
Andratx és una vila i municipi del sud-oest de Mallorca, a la costa de la serra de Tramuntana. Limita a l'est amb Calvià, al nord-est amb Estellencs i amb el Mediterrani al nord, oest i sud. El municipi està format per cinc nuclis de població: Andratx, el Port d'Andratx, s'Arracó, Sant Elm i el Camp de Mar. És un dels municipis de Mallorca amb més percentatge de residents estrangers, aproximadament una quarta part de la població.
Durant l'edat moderna, Andratx fou molt castigat per les incursions pirates. Durant anys se celebrà una festa de Moros i Cristians que commemora l'atac de 1578, que es va perdre i els anys noranta es recuperà, traslladada a Sant Elm.

## Etimologia
El topònim d'Andratx apareix documentat a partir dels primers anys de la Conquesta, sota una gran varietat de formes ortogràfiques, les quals, no obstant això, remeten totes a una mateixa fonologia, [əndɾ'aʧ], que coincideix amb la pronúncia actual.
Pel que fa a l'origen del topònim, es tracta amb tota certesa d'un topònim anterior a la Conquesta. Hom ha assenyalat la semblança entre aquest topònim i el d'Andarax, el qual, tanmateix, és d'origen desconegut. Joan Coromines proposà de relacionar-lo amb els finals en -tx de Crestatx, Felanitx, Mortitx i tants d'altres, per als quals proposa un mot romanç en plural la s del qual hauria palatalitzat en la parla dels mossàrabs i que hauria desplaçat l'accent. D'aquesta manera, Andratx seria el llatí *antras ‘coves’, plural de *antra, femení creat a partir del neutre plural de antrum.

## Símbol
L'escut d'Andratx representa un sol radiant amb rostre humà sobre fons blau, símbol vinculat a la seva posició geogràfica com a darrer lloc de Mallorca on es pon el sol.
Aquest sol presenta una expressió seriosa i està envoltat per setze raigs —vuit rectes i vuit flamígers—, evocant una antiga rondalla recollida per mossèn Alcover segons la qual els andritxols es queixaven que el sol els enlluernava tant a l'anada com a la tornada de Palma.Documentat ja al segle xviii per Jeroni de Berard i el cardenal Despuig, l'escut ha mantingut aquest símbol central al llarg del temps.

## Població
| Entitat de població | Habitants (2024) |
| Andratx             | 8.253            |
| Port d'Andratx      | 2.539            |
| S'Arracó            | 782              |
| Sant Elm            | 427              |
| el Camp de Mar      | 237              |
| Font: INE           |                  |

Andratx té 12.062 habitants, coneguts com a andrixols. El llinatge mallorquí més comú a Andratx és Alemany. A més, també són molt corrents Pujol, Ensenyat (Enseñat), Palmer, Calafell, Porcel i Bonet. Els més habituals, sense tenir en compte l'origen, són García, Sánchez, López, Martínez i Alemany.
El municipi d'Andratx es caracteritza per una estructura territorial diversa que inclou tant àrees del nucli principal amb denominacions pròpies com diversos nuclis tradicionals i zones de creixement més recent. Dins el nucli urbà d'Andratx, es distingeixen sectors amb identitat pròpia com el Collet Roig, la Coma, el Cós, la Font de la Vila, el Pantaleu, el Pou Amunt i Son Jofre, que conserven noms històrics i una configuració urbana lligada al creixement progressiu del poble al llarg dels segles.
A més del centre urbà, el terme municipal inclou nuclis com s'Arracó, el Port d'Andratx i Sant Elm, que mantenen una identitat pròpia. Paral·lelament, el desenvolupament urbanístic vinculat sobretot al turisme i la segona residència ha donat lloc a la consolidació de nous nuclis com Cala Moragues, Camp de Mar, Biniorella, Can Borràs i Montport, molts dels quals situats a zones costaneres.
Al segle xix, la població va augmentar progressivament, passant de 4.609 habitants el 1842 a més de 7.000 a finals de segle, amb un pic de 7.512 habitants l'any 1900. Aquesta tendència es va revertir al llarg de la primera meitat del segle xx, amb una disminució constant que va portar la població a 5.569 el 1940 i fins i tot a un mínim de 4.303 habitants el 1950.
A partir de la dècada de 1970, Andratx va iniciar una etapa de recuperació demogràfica, en paral·lel al creixement del turisme i el desenvolupament del sector serveis. El creixement es va intensificar especialment a partir dels anys 80, amb un fort increment de la població atribuïble tant al creixement natural com a l'arribada de població procedent d'altres regions i de l'estranger. L'any 2001 la població ja superava els 7.700 habitants i es va duplicar gairebé en les dues dècades següents, arribant als 11.780 habitants el 2021.

## Geografia
Andratx s’ubica a l'extrem sud-occidental de l'illa de Mallorca, entre la mar Mediterrània i les muntanyes de la serra de Tramuntana. Amb una extensió de 81,5 km², el terme municipal presenta una gran diversitat paisatgística, resultat de la combinació entre relleu muntanyós, valls agrícoles, litoral escarpat i petits nuclis urbans i rurals dispersos.

### Relleu i geologia

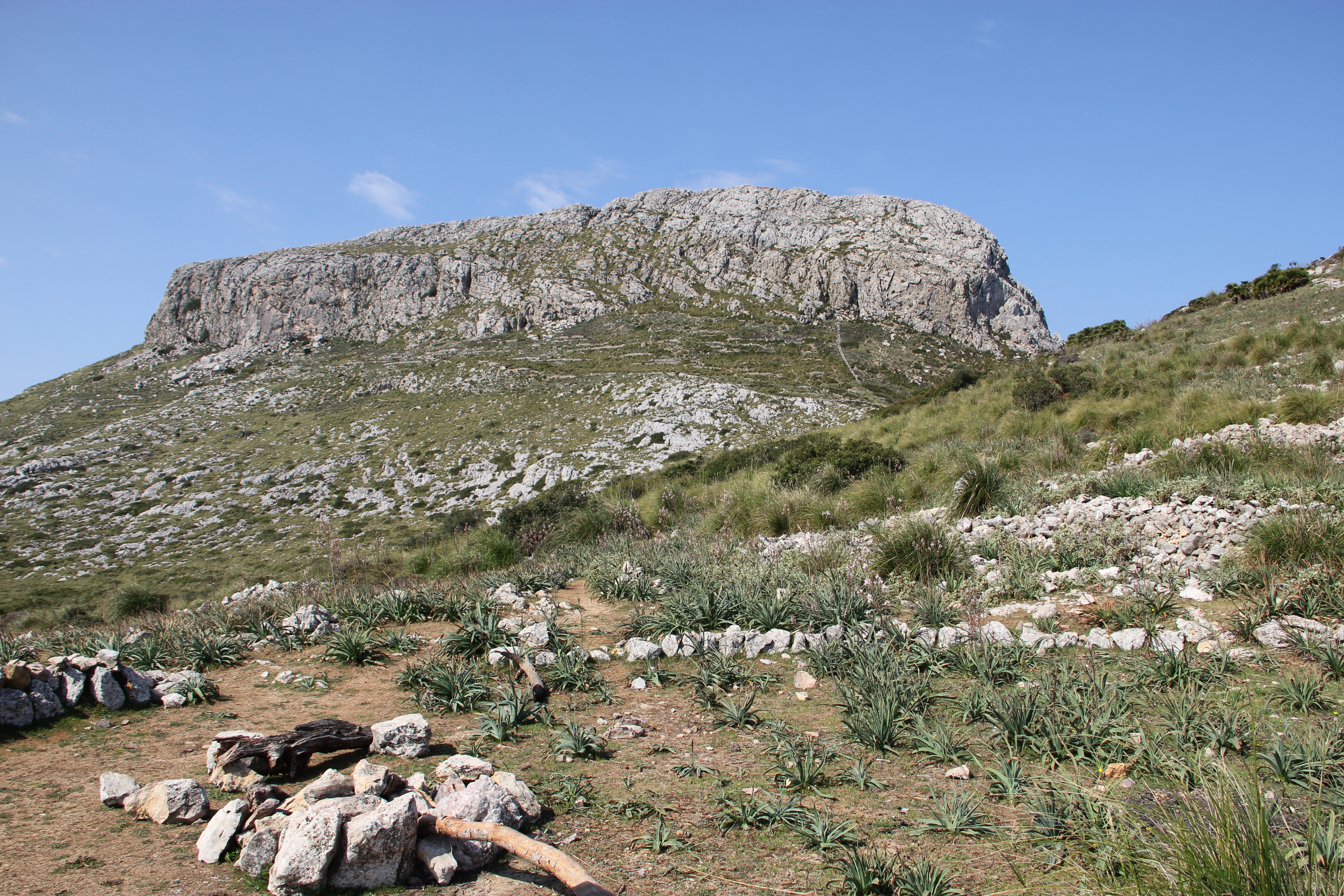
Mola de l'Esclop
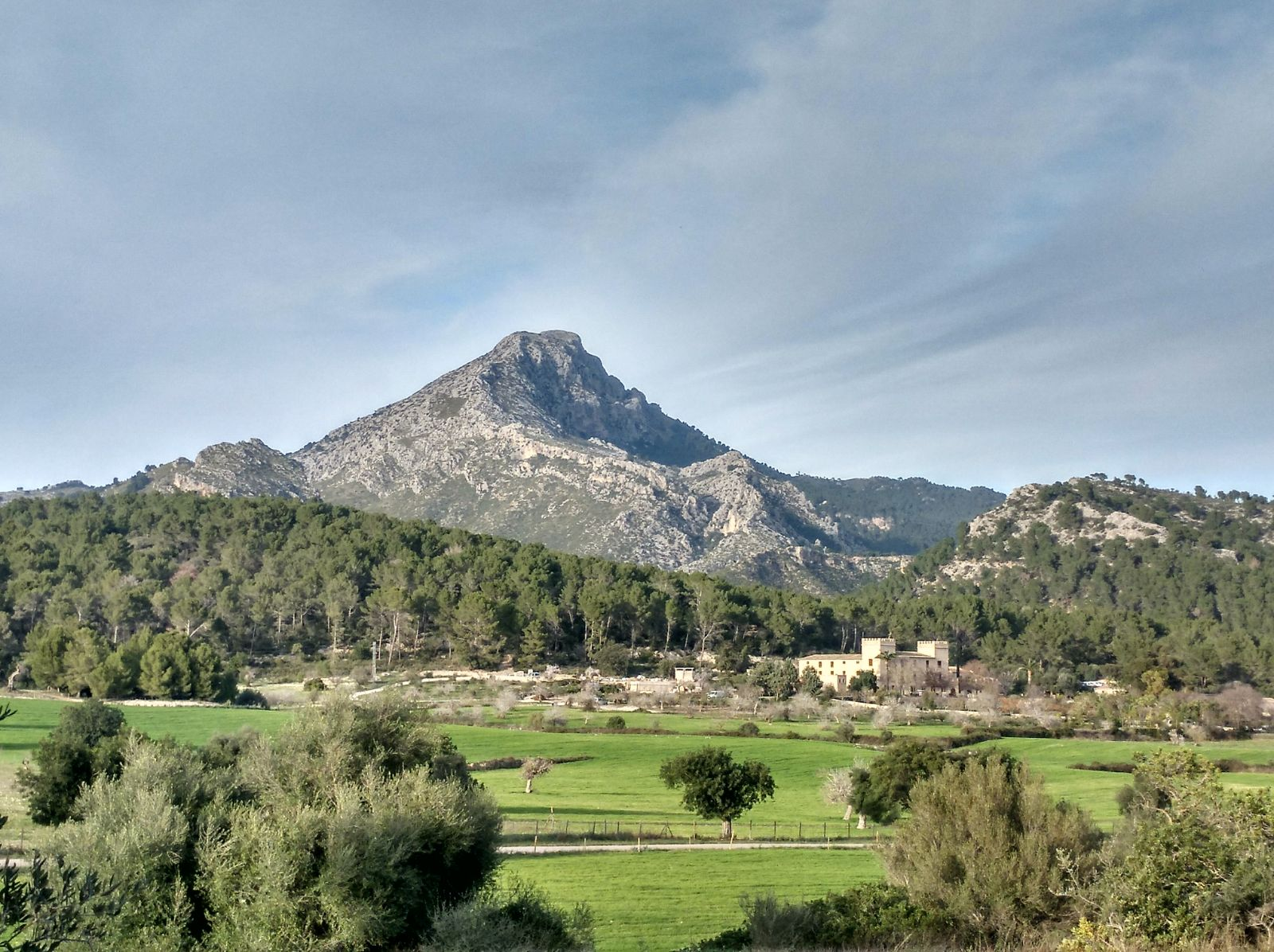
Puig Galatzó
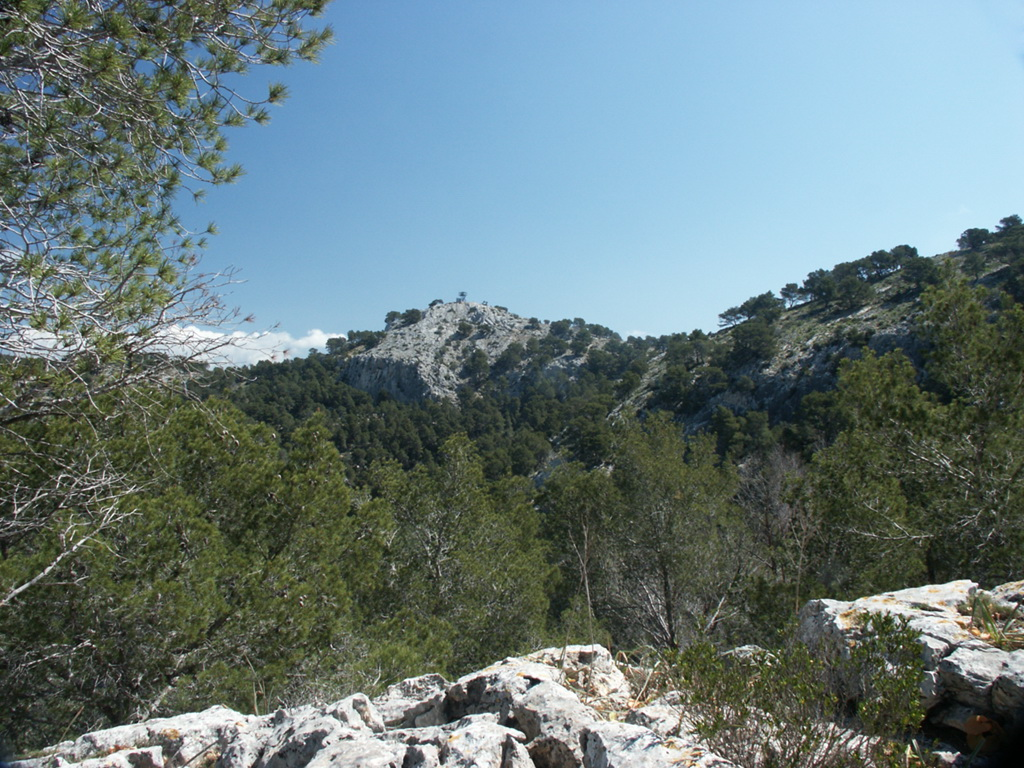
Puig de Garrafa
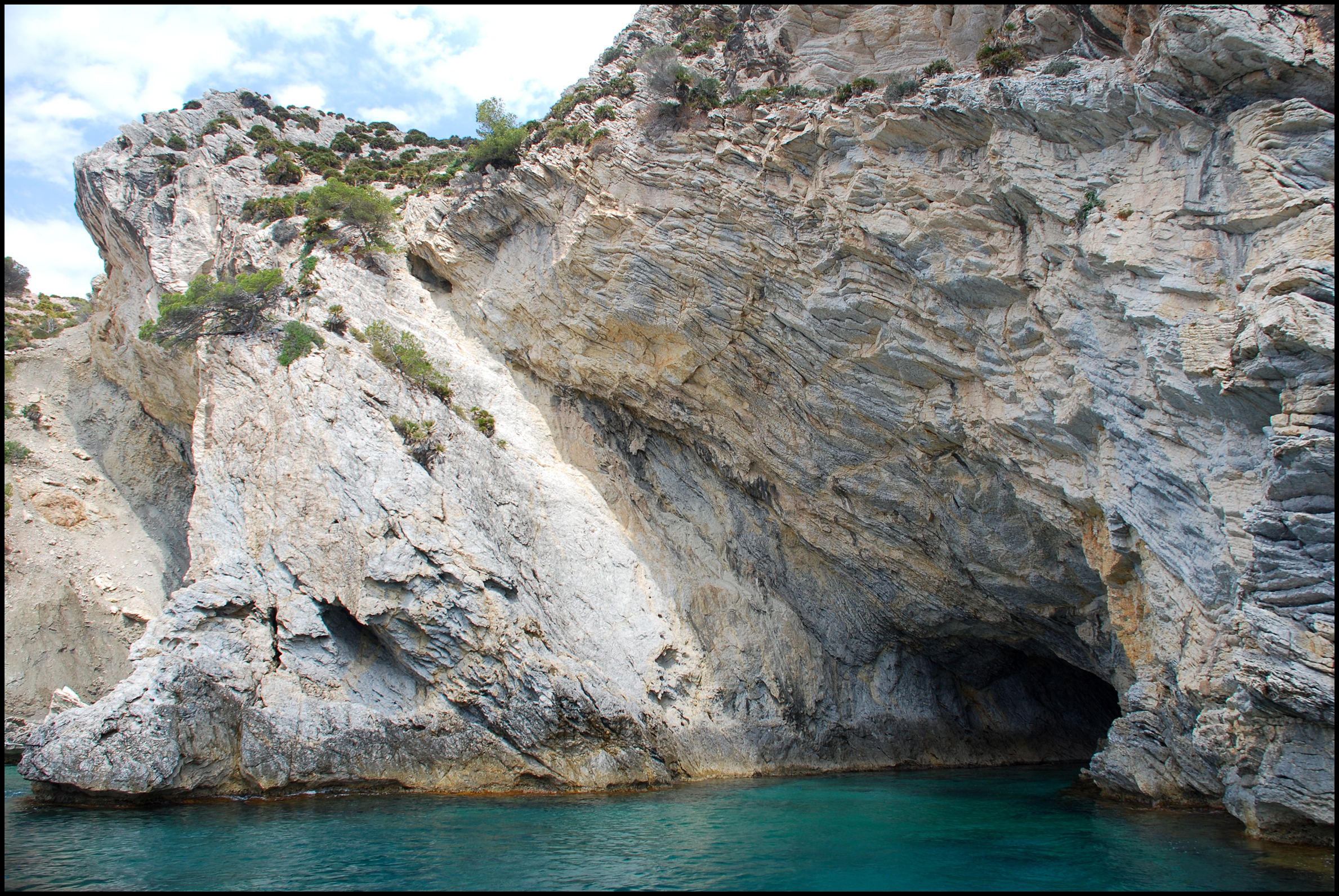
Penya-segat amb calcàries

La part septentrional del municipi forma part del sistema muntanyós de la serra de Tramuntana, declarada Patrimoni de la Humanitat per la UNESCO, en la categoria de paisatge cultural. El relleu és abrupte i rocós, amb cims destacats com la Mola de l'Esclop (927 m), també coneguda com sa Madona pel seu perfil característic, el Puig de Garrafa (532 m) i altres elevacions que superen els 400-500 metres. La seva disposició nord-est a sud-oest respon a l'estructura geològica de la Serra, caracteritzada per encavalcaments formats durant la compressió alpina.
El subsòl del municipi es divideix en diverses unitats tectòniques superposades, principalment:
- Unitat tectònica de Banyalbufar (nord): amb materials del Triàsic, incloent dolomies i materials del Muschelkalk i lutites del Keuper.
- Unitat de Teix-Tomir (centre-nord): formada per bretxes i calcàries del Juràssic inferior, sovint dolomitzades, i calcaris massius més moderns.
- Unitat d'Alfabia-Es Barraca (sud): conté una successió completa des del Triàsic superior fins al Cretaci inferior, amb plegaments ben desenvolupats.

La composició litològica inclou calcàries, dolomies, margues, bretxes i sediments volcànics, dipositats en antics ambients marins litorals. A les zones costaneres i muntanyoses abunden les formacions càrstiques, com avencs i dolines, mostra de la solubilitat de les roques carbonatades.
La xarxa hidrogràfica de la zona està formada per torrents de muntanya molt encaixats, de fort pendent i poc desenvolupament longitudinal, que només porten aigua en èpoques de fortes precipitacions. A la vessant nord destaquen el torrent d'Estellencs i el torrent Corral, que originen les cales d'Estellencs i les Ortigues, amb penya-segats que superen els 300 m. A la vessant sud, els torrents més rellevants són el torrent de la Pedrera, el torrent de na Foradada (que travessa el poble de Peguera) i el torrent de les Penyes, que continua com a torrent des Saluet fins a la seva desembocadura a la badia d'Andratx, després de rebre afluents com el torrent de l'Estret. La presència d'aigua subterrània és significativa, i tradicionalment s'han aprofitat fonts naturals com les de Son Fortuny o Font de la Tanca per al proveïment local.

### Valls i zones agrícoles
El sector central i meridional del municipi presenta una sèrie de valls fèrtils com la vall d'Andratx, la vall de s'Arracó i la vall de Sant Elm, separades per contraforts muntanyosos. Aquestes valls han estat històricament aprofitades per al conreu de secà (ametlers, garrovers, figueres, cereals) i per a horts de regadiu, gràcies a la presència de fonts i sínies. Les valls estan tancades per muntanyes però obertes cap a la mar, la qual cosa ha afavorit la comunicació entre interior i costa. Aquest territori fragmentat explica la distribució dispersa de petits nuclis de població.

### Litoral

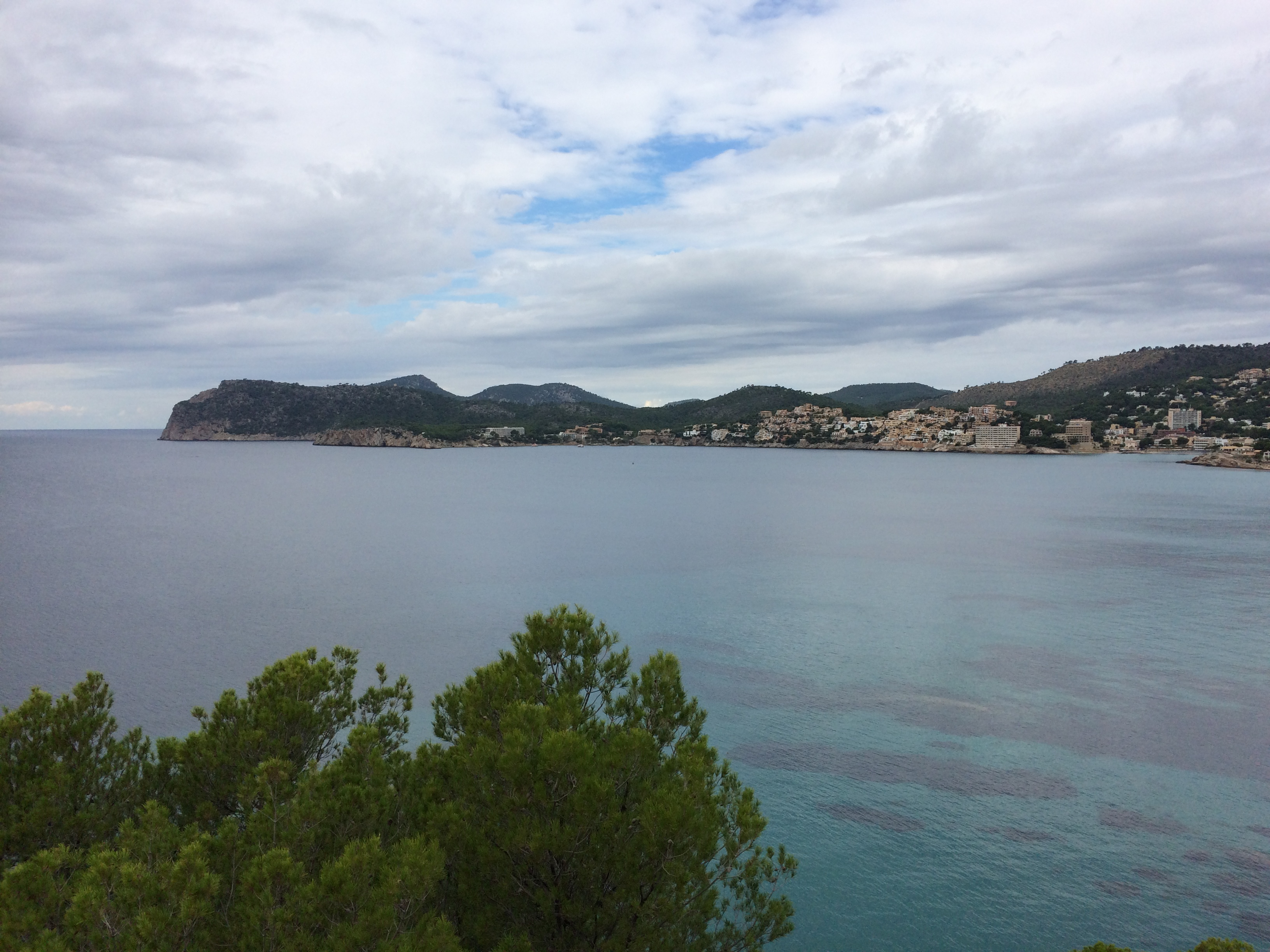
Cap Andritxol
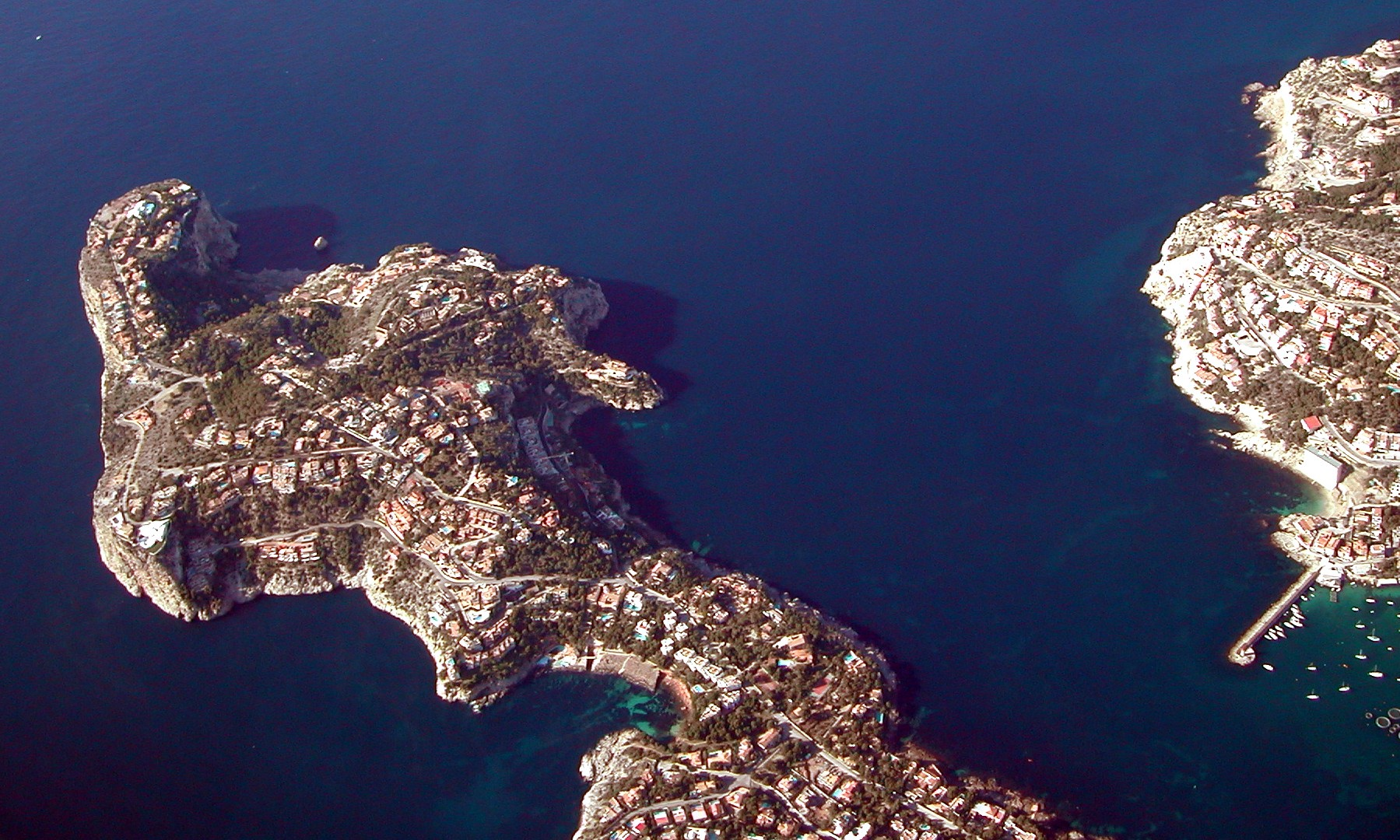
Cap de la Mola
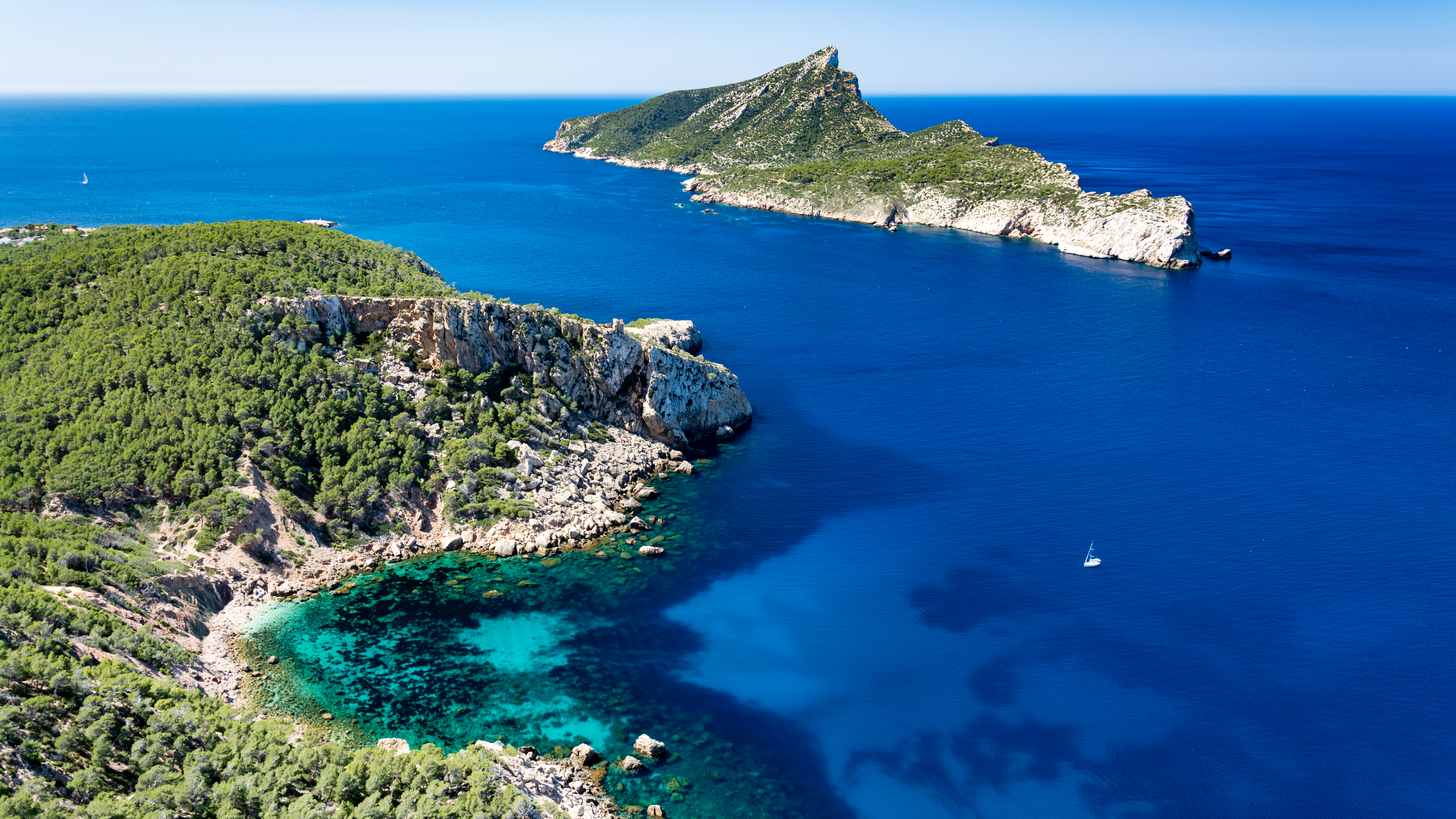
Cala en Basset i la Dragonera
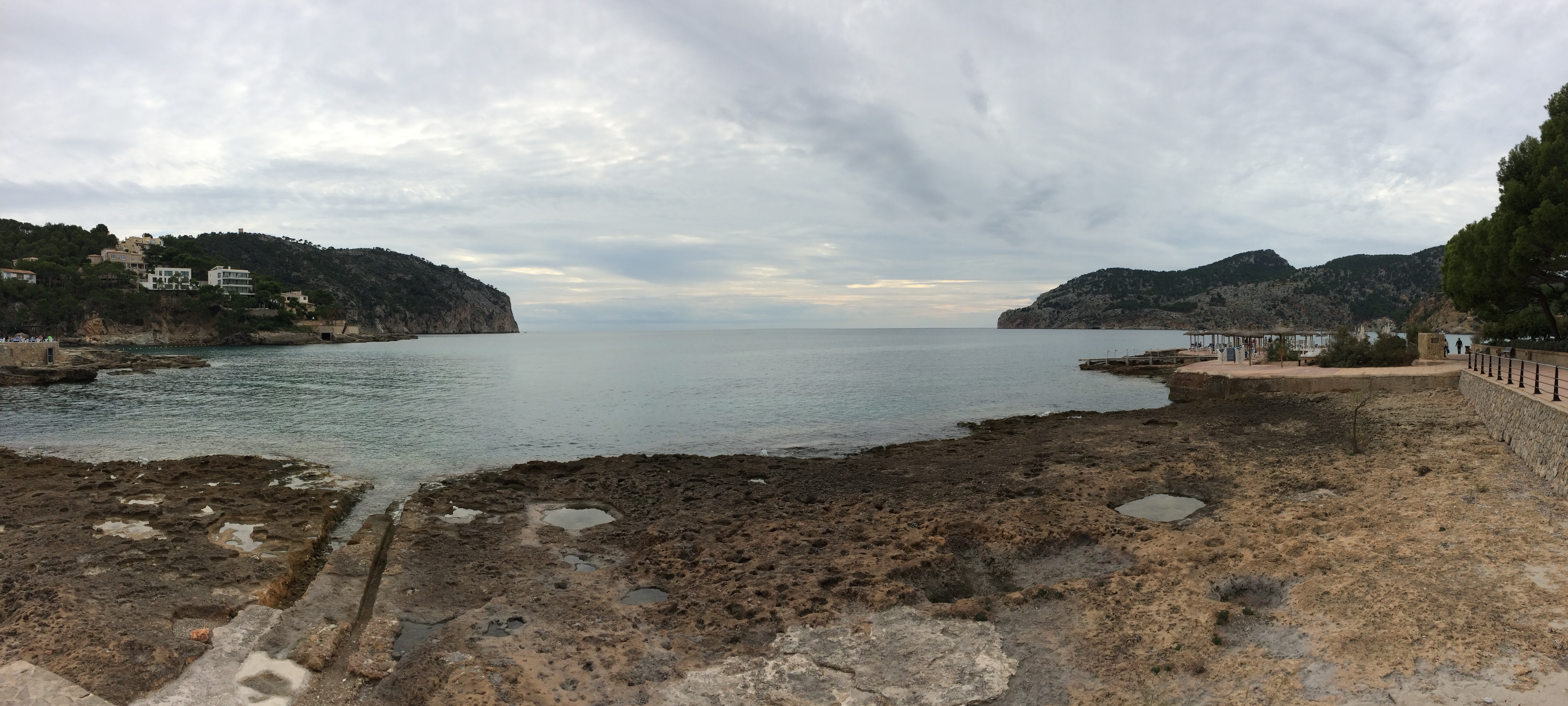
Camp de Mar

La costa d'Andratx és molt retallada i presenta uns 23 quilòmetres de longitud. Presenta nombroses cales i entrants com Cala Llamp, Cala Marmassen, Cala d'Egos, Cala Conills, Cala en Basset, i punts capdavanters com el Cap Andritxol o la Punta de na Foradada. Les platges més conegudes són Camp de Mar, Sant Elm i Cala Fonoll, que combinen sorra i roca.
Els penya-segats del litoral tenen una gran riquesa ecològica, amb zones de difícil accés que afavoreixen la nidificació d'aus marines com la gavina corsa (Larus audouinii), el virot petit (Puffinus mauretanicus) i el falcó marí (Falco eleonorae). També són hàbitat d’espècies vegetals endèmiques com la rapa blava (Convolvulus valentinus subsp. mauritanicus) i el sempreviva (Limonium spp.).

### Entorn natural

La Dragonera vista des de la Trapa

A l'extrem occidental del municipi, separada de la costa per l'estret pas conegut com el Freu de la Dragonera, s'alça l'illa de la Dragonera, de 288 hectàrees i 4 km de longitud. Declarada Parc natural el 1995, és un espai de gran valor ecològic. No hi ha població permanent, però es conserven elements patrimonials com les torres de vigilància, un antic far i restes agrícoles dels segles xix-xx. Per la seva part, el Freu fou declarat Reserva marina el 2016.
La Dragonera acull espècies endèmiques com el dragó de Dragonera (Podarcis lilfordi gigliolii), subespècie exclusiva de l'illa, i una flora rica amb comunitats halòfiles i garrigues costaneres. És també un lloc de pas i nidificació per a nombroses aus. L'illa es pot visitar mitjançant excursions organitzades des del port de Sant Elm.
També cal destacar la contrada de la Trapa, que pertany al Grup d'Ornitologia Balear el qual duu a terme una tasca important per la recuperació de la zona dels terribles incendis forestals que sofrí durant 1994 i 2013.

### Clima
El clima no és diferent del de la resta de Mallorca, típicament mediterrani. Els estius són càlids i els hiverns temperats. Les precipitacions tampoc no són gaire abundants i oscil·len entorn dels 500 mm anuals. El percentatge d'humitat és elevat.

## Història

### Antiguitat
La zona d'Andratx ha estat habitada des d'època prehistòrica, com ho evidencien diversos jaciments talaiòtics i coves sepulcrals localitzats al terme municipal, per exemple el talaiot del Puig de Castellot o la cova de Son Bosc. Durant el període clàssic, els romans ocuparen l'illa de Mallorca al segle II aC i fundaren assentaments; Andratx apareix esmentat en fonts romanes amb el nom d'Andrachium, i s'hi han trobat monedes i restes de ceràmica romanes en el seu territori. Després de la caiguda de l'Imperi, la dominació vàndala i l'Imperi Romà d'Orient, Mallorca passà a mans musulmanes l'any 902. En època andalusina (903-1229), Andratx formava part del juz de Ahwaz al-Madina, al districte occidental de l'illa. Els musulmans aprofitaren els recursos agraris de la zona construint xarxes de regadiu en algunes valls fèrtils, però la costa patia incursions constants de pirates normands i altres pobladors, fet pel qual els nuclis habitats es mantenien més aviat terra endins.

### Conquesta i edat mitjana

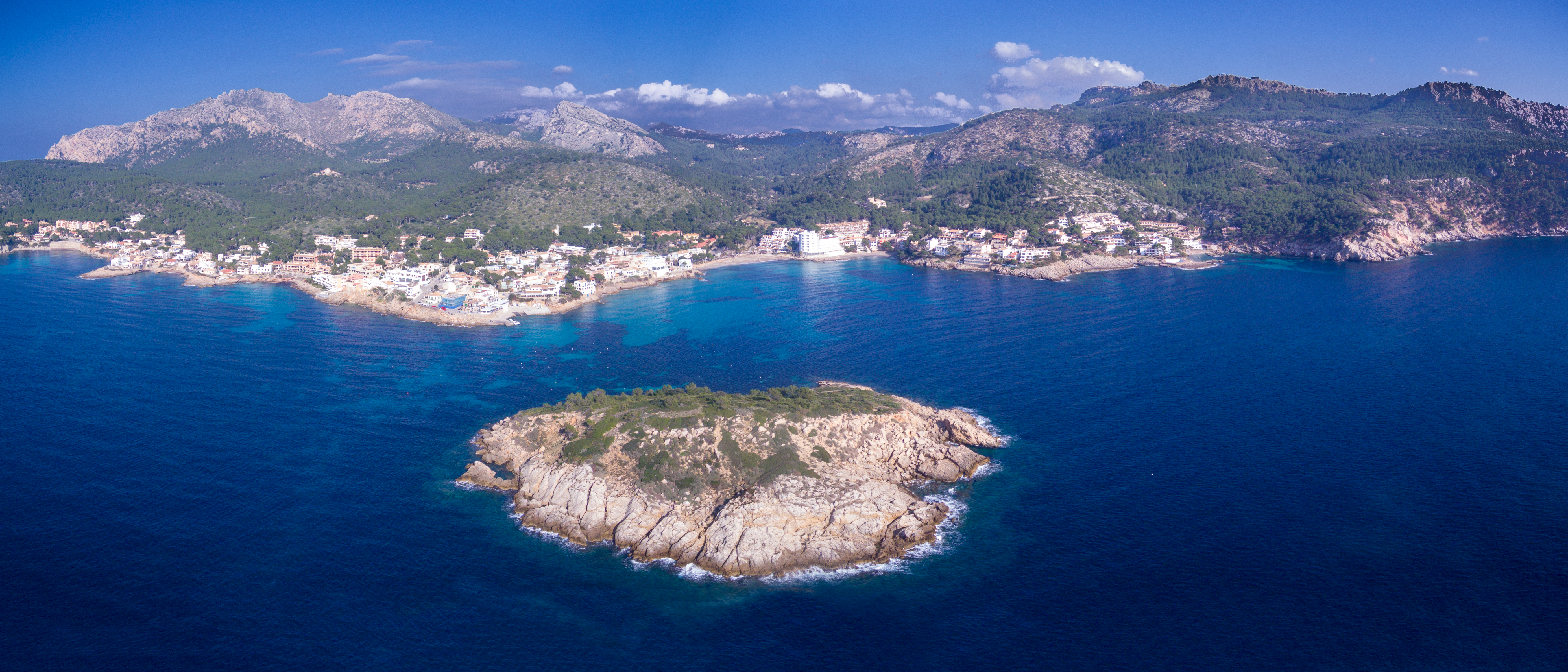
El Pantaleu i Sant Elm

L'any 1229, el rei Jaume I d'Aragó conquerí Mallorca i l'illa fou repoblada amb colons catalans. Cal destacar l'illot del Pantaleu, el primer indret de Mallorca on desembarcà el rei Jaume I i on es celebrà la primera missa. Andratx s'organitzà inicialment com una alqueria o vila sota domini feudal. El topònim apareix documentat ja en els primers anys posteriors a la Conquesta, esmentat en el Llibre del Repartiment. Jaume I atorgà les terres d'Andratx al bisbe de Barcelona, Berenguer de Palou, però poc després la possessió passà a un règim de pariatge entre la Corona i el senyor feudal local. Així, a partir de 1323 s'establí la Baronia del Pariatge d'Andratx, en què el rei de Mallorca i el baró (descendent del bisbe de Barcelona) es repartien la jurisdicció i les rendes del terme. La vila d'Andratx esdevingué la capital d'aquesta baronia. Aquest règim bipartit es va mantenir durant segles, fins a l'abolició dels senyorius el 1811, quan Andratx quedà integrat plenament en l'administració moderna liberal.
Durant els segles medievals, Andratx va patir despoblament i inseguretat degut sobretot a les incursions de corsaris i pirates nord-africans. Igual que altres pobles costaners de Mallorca, la població es veia obligada a refugiar-se terra endins i a mantenir sistemes de vigilància. La vila es va fortificar amb muralles i torres defensives. Al llarg del segle xvi, sota la constant amenaça dels pirates barbarescos, es construí a Mallorca una xarxa de torres de guaita en punts estratègics de la costa. A Andratx i rodalia destaquen la torre de Sant Carles (al Port d'Andratx), la torre de cala en Basset i la torre de Cap Andritxol, totes del segle xvi, que servien per alertar la població davant l'arribada de naus enemigues. Un atac notable ocorregué l'any 1578, quan corsaris turcs desembarcaren a Sant Elm; la resistència local fou derrotada i el poble saquejat.

### Edat moderna i contemporània
Als segles xvii i xviii Andratx es recuperà demogràficament i econòmicament, basant-se en l'agricultura (oliveres, vinya i cereals) i la pesca de cabotatge. A finals del segle xviii, la població rondava els 4.000 habitants. L'any 1812, arran de la nova divisió administrativa liberal, es constituí formalment l’ajuntament constitucional d'Andratx, integrat en el partit judicial de Palma. Durant el segle xix, Andratx experimentà una regressió: la crisi de la viticultura per la plaga de la fil·loxera (1879) i l'emigració cap a Amèrica i Alger van provocar una disminució poblacional. Malgrat tot, a inicis del segle xx encara mantenia una important activitat agrària i pesquera.
L'emigració, especialment cap a Cuba, havia estat una font de prosperitat per a algunes famílies, contribuint al creixement de petites fortunes i indústries locals. L'any 1912 s'inaugurà a la vila el Teatro Argentino, un teatre-cinema impulsat pels emigrants retornats, que esdevingué un símbol cultural local fins a la seva demolició el 2005.
A la dècada de 1930, Andratx tenia prop de set mil habitants repartits entre la vila, el Port i diversos nuclis com s'Arracó. L'economia era diversificada, amb activitat agrícola, ramaderia ovina, pesca i petites indústries. La vida cultural i associativa també era activa, amb cinemes, una banda de música, dos setmanaris i diverses penyes cíviques i polítiques.
No obstant això, la crisi provocada per la fallida del Banc de Crèdit Balear afectà greument l'economia. Durant la Segona República, l'Ajuntament estigué controlat pel Front Únic Antimonàrquic (republicans, socialistes i comunistes), mentre que la dreta s'organitzava entorn de la CEDA i els cercles de propietaris. La victòria del Front Popular el 1936 restituí el consistori anterior, però les tensions augmentaren, i grups dretans iniciaren entrenaments paramilitars.Després del cop d'estat de juliol de 1936, Andratx fou ocupat per les tropes franquistes el dia 24, sense resistència. S'inicià immediatament una repressió sistemàtica: detencions, desaparicions i execucions extrajudicials. Les víctimes assassinades i repressaliades foren majoritàriament regidors, sindicalistes, obrers i militants d'esquerra.
La guerra i la postguerra comportaren una forta davallada demogràfica i una paralització de l'economia tradicional. A finals dels anys 1940, el turisme començà a esdevenir un motor econòmic important. L'especulació urbanística, especialment al Port, Sant Elm i Camp de Mar, enriquí determinats sectors. A partir de la dècada de 1960, Andratx va viure una transformació profunda amb l'arribada del turisme de masses. L'atractiu del seu paisatge costaner va propiciar la urbanització de zones com el Port d'Andratx i Camp de Mar, amb la construcció d'urbanitzacions i segones residències de luxe. La població, que havia tocat mínims als anys 1950 (uns 2.700 habitants), va iniciar un creixement constant gràcies a la immigració procedent d'altres indrets d'Espanya i d'Europa.
L'any 2006, Andratx saltà a la primera plana informativa amb el Cas Andratx, un escàndol de corrupció urbanística destapat per la fiscalia i la Guàrdia Civil. Es demostrà una trama de concessions il·legals de llicències per edificar en sòl rústic durant el mandat del batle Eugenio Hidalgo, el qual fou detingut i posteriorment condemnat junt amb diversos càrrecs municipals. El Cas Andratx, considerat la primera gran causa de corrupció urbanística a Mallorca, es va saldar amb una trentena de condemnats.

## Economia
La principal activitat en l'actualitat és el turisme. Dins el municipi hi venen d'estiuada un gran nombre de famosos, com ara l'exmodel Claudia Schiffer, els expresidents Felipe González i Adolfo Suárez, el ja difunt presentador de televisió Joaquín Prat, el cineasta Guy Hamilton o la cantant d'òpera Régine Crespin, entre d'altres.
L'agricultura i la pesca han romàs reduïdes gairebé per al consum domèstic. Els principals cultius són les ametles, les garroves, les figues i els cítrics (fruiters). També s'hi elaboren els vins Santa Caterina. La pesca també és principalment de caràcter particular. Molts d'andritxols surten a pescar en els seus moments lliures amb un llaüt, una embarcació típicament mallorquina. La indústria és inexistent en el municipi de fa molts anys, però la gent gran encara recorda algunes fàbriques. Les més famoses foren les de sabó, que s'exportava internacionalment.

## Llocs d'interès

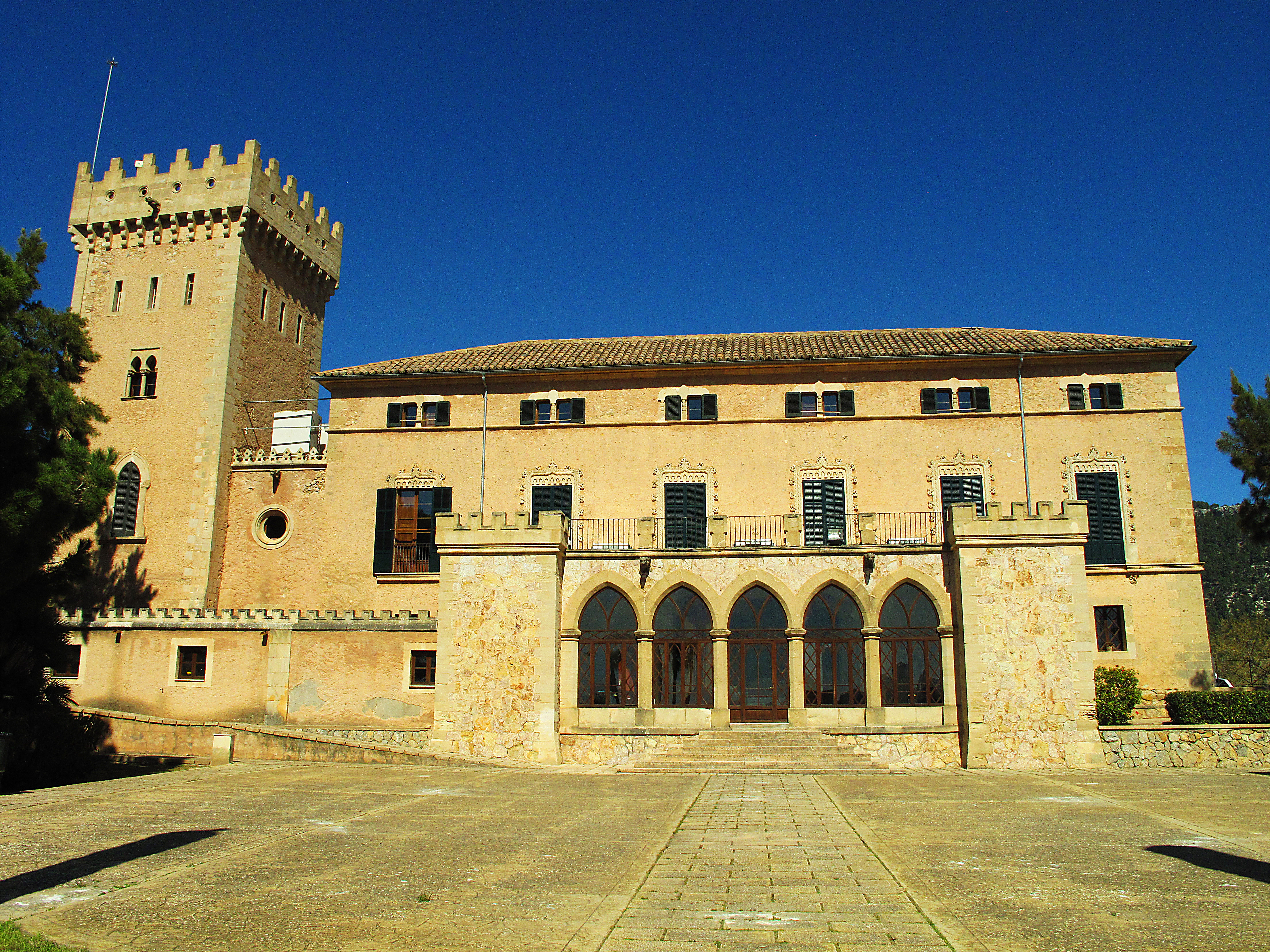
Son Mas
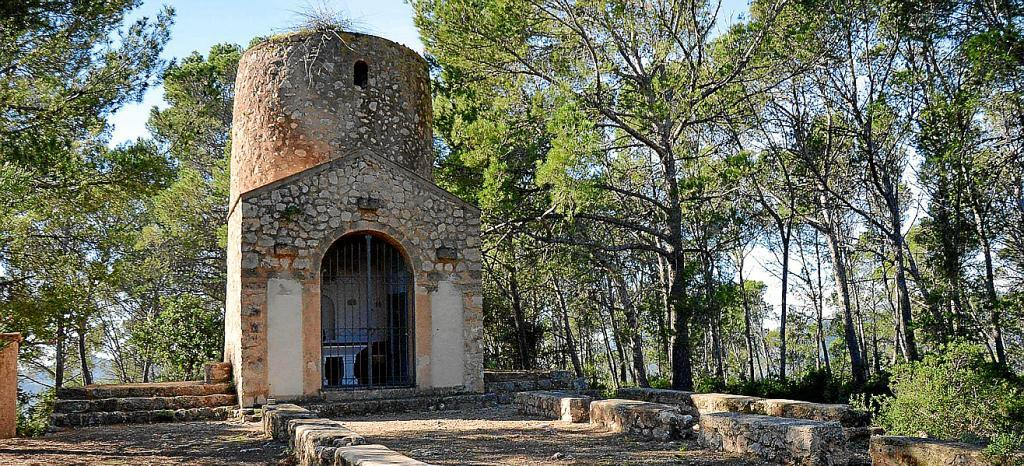
Son Orlandis
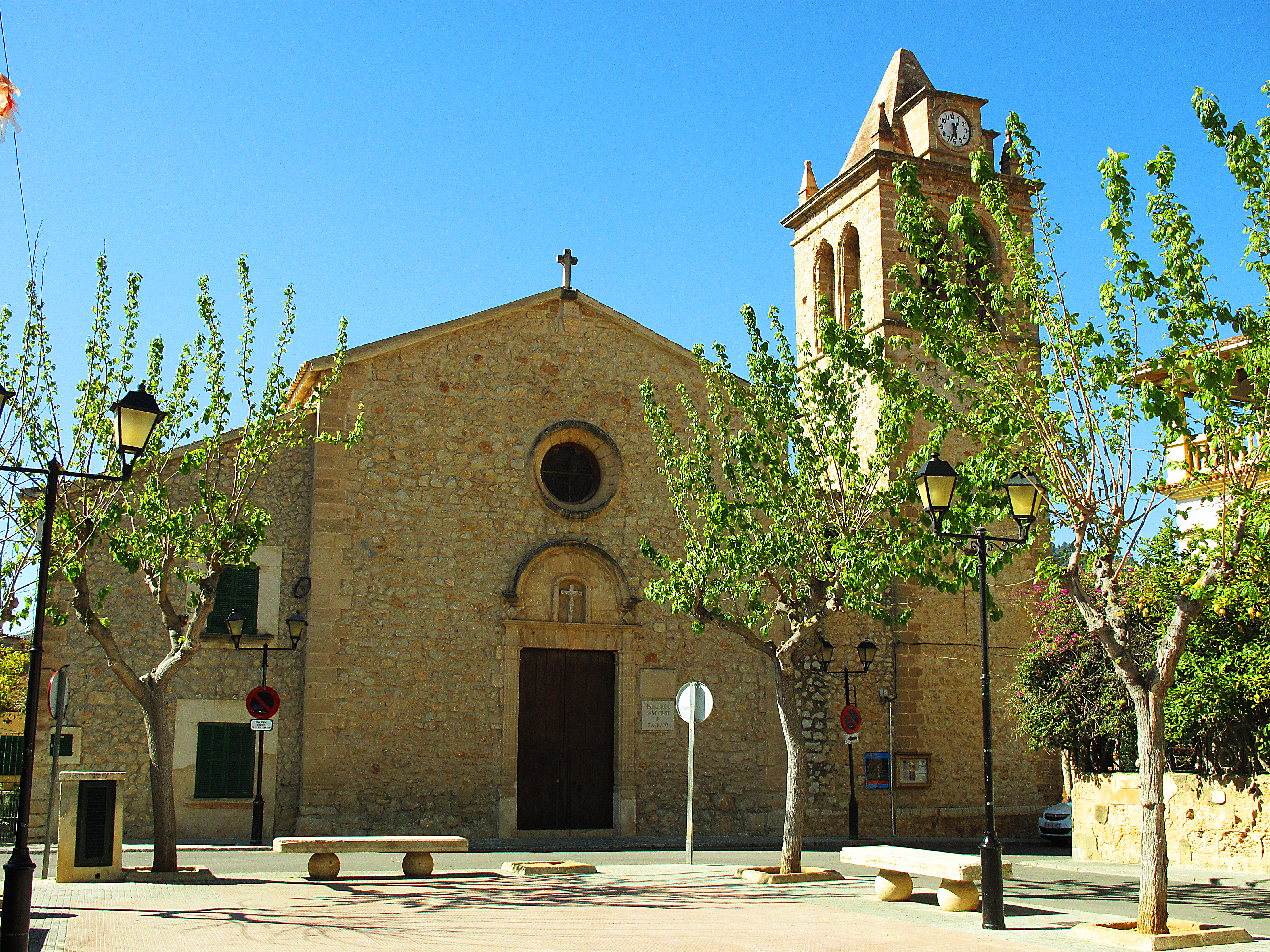
Església del Sant Crist de s'Arracó
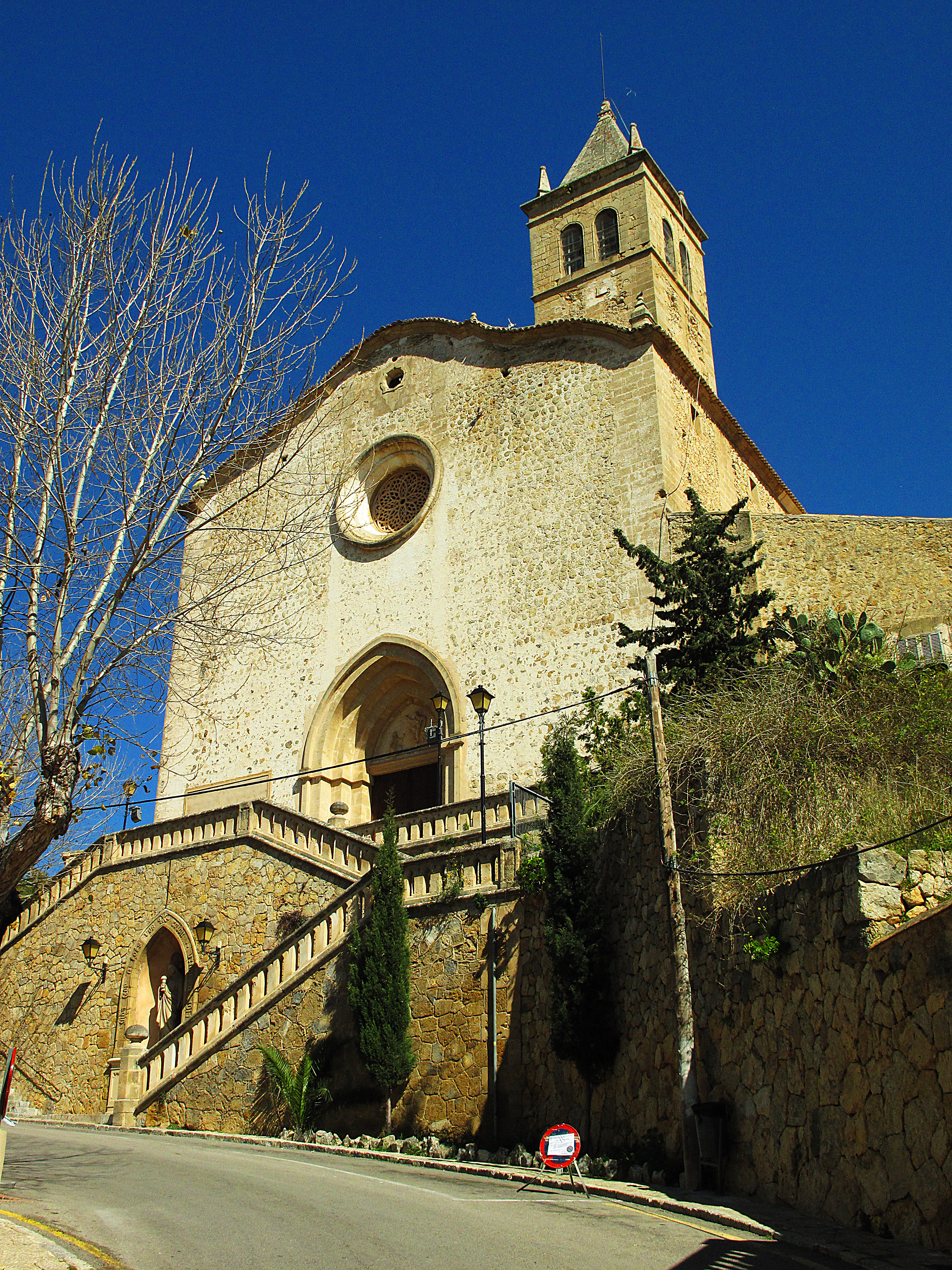
Església de Santa Maria d'Andratx

- Església de Santa Maria d'Andratx: És l'església parroquial de la vila, situada a la part alta del nucli antic. Els seus orígens es remunten a la conquesta catalana: una primera església fou erigida el 1248. L'edifici actual, de volum imponent i façana fortificada, és el resultat de successives reconstruccions i ampliacions, principalment durant el segle xviii. Presenta estil barroc a l'interior i una torre campanar quadrada. L'església, dedicada a Santa Maria, va servir també de refugi per a la població en cas d'atacs pirates.[18]
- Església del Sant Crist de s'Arracó: Temple parroquial inaugurat el 1704 per atendre la seva població en augment.[19] D'estil senzill amb influències neogòtiques, destaca la seva torre campanar amb finestres ogivals. L’església està dedicada al Sant Crist de s’Arracó i és el centre de les celebracions patronals del poble a finals d'agost.
- Castell de Son Mas (Ajuntament d'Andratx): Edifici senyorial envoltat de jardins i emplaçat dalt un turó que domina la vila. Es tracta d'una antiga possessió que al segle xix va ser transformada pels seus propietaris en un castell-palau d'estil historicista. Presenta torres, merlets i gruixuts murs de pedra. Actualment és seu de l'Ajuntament d'Andratx.[20]
- Monestir de La Trapa: Ruïnes del monestir que l'orde dels trapencs fundà el 1810 a la vall de Sant Josep, prop de Sant Elm. Els monjos cistercencs procedents de França hi van construir terrasses de cultiu, una capella i dependències, però abandonaren el lloc el 1820 a causa de la Guerra del Francès i la falta de recursos. Avui dia les restes del monestir s'integren en la reserva natural gestionada pel GOB (Grup d'Ornitologia Balear). S'hi pot accedir per excursions a peu i gaudir de vistes de la Dragonera.
- Molins de Sa Planeta: Conjunt de tres molins de vent fariners situat al barri del Pantaleu, la part alta de la vila d’Andratx. Construïts al segle xviii, aquests molins aprofitaven els corrents de la zona per moldre gra. Actualment es conserven les torres de pedra i han estat restaurats recentment, habilitant-se l'entorn com a mirador públic.[21]
- Altres edificis i museus: Al centre de la vila es troben casalots i cases senyorials dels segles xvii-xix, com Can Riera o Son Pellisser. A la possessió de Son Orlandis, situada als afores, es conserven les restes d'una antiga torre de defensa privada del segle xvi. D'altra banda, Andratx compta amb el Centre Cultural d'Andratx, un museu i galeria d'art contemporani inaugurat l'any 2001 a Sa Coma, que és un referent en l'escena artística internacional. Al Port d'Andratx hi ha el Museu Liedtke, petit museu d'art modern fundat pel pintor alemany Dieter W. Liedtke.

### Torres costaneres de defensa

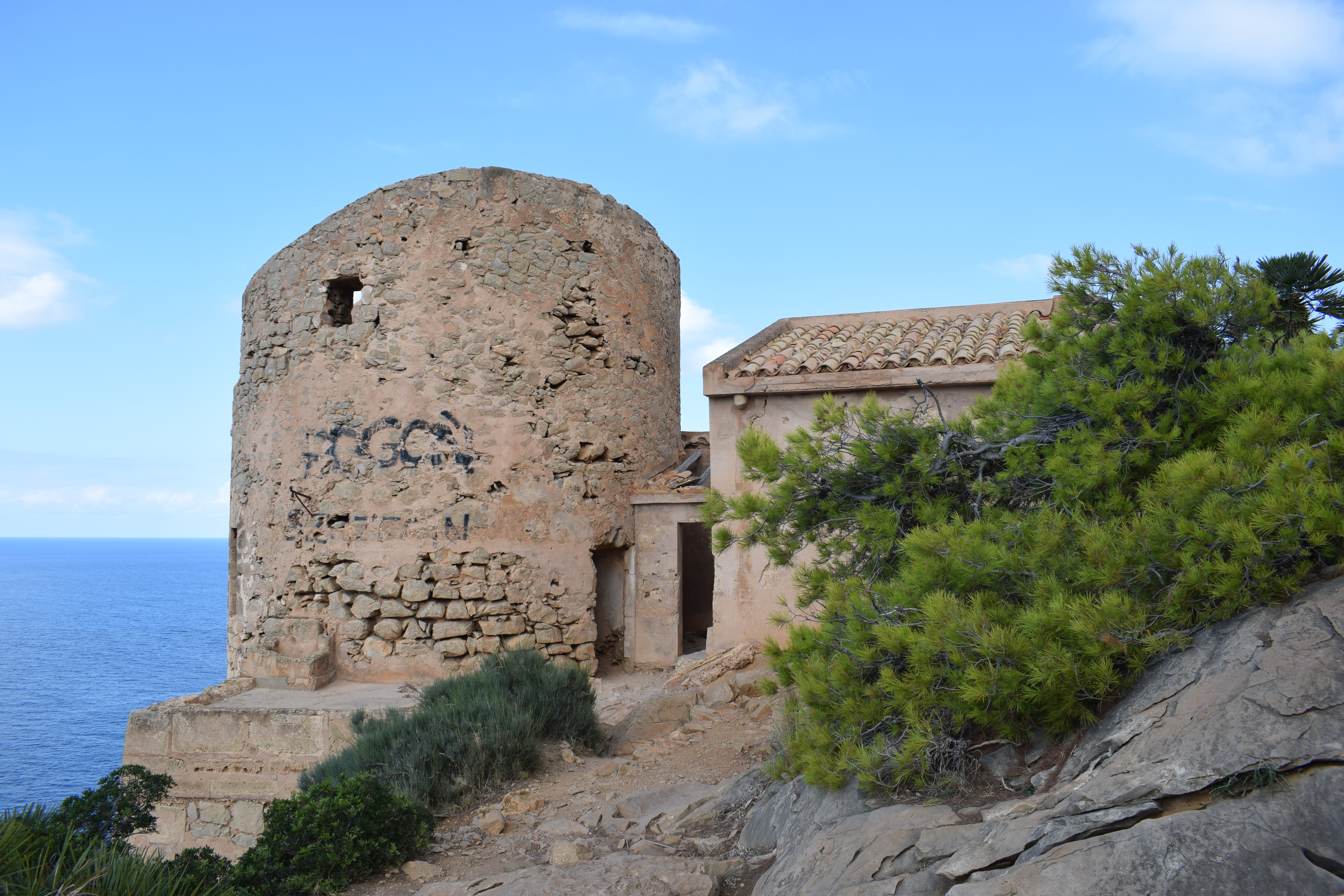
Torre de Cala en Basset
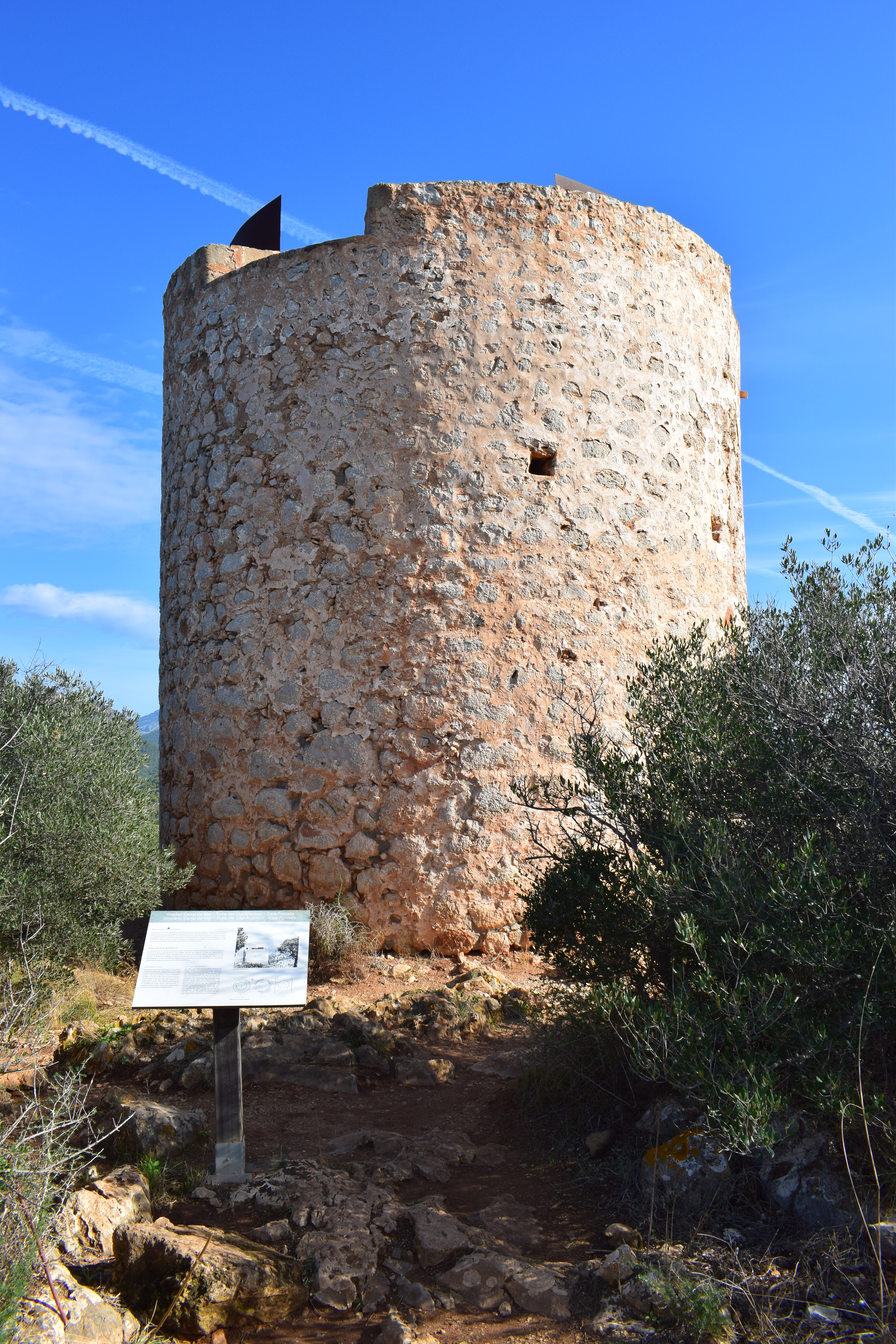
Torre de Cap Andritxol
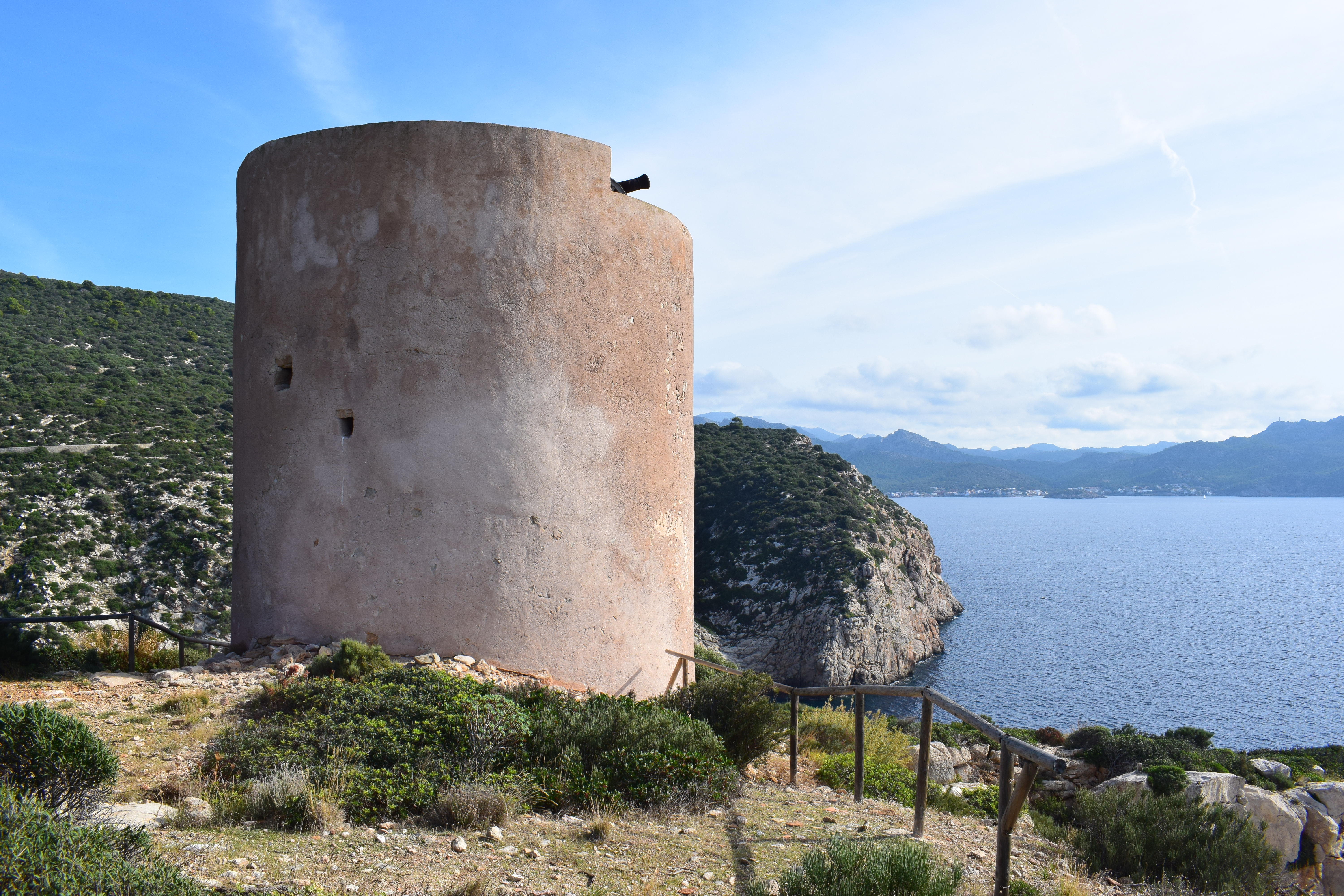
Torre de Llebeig
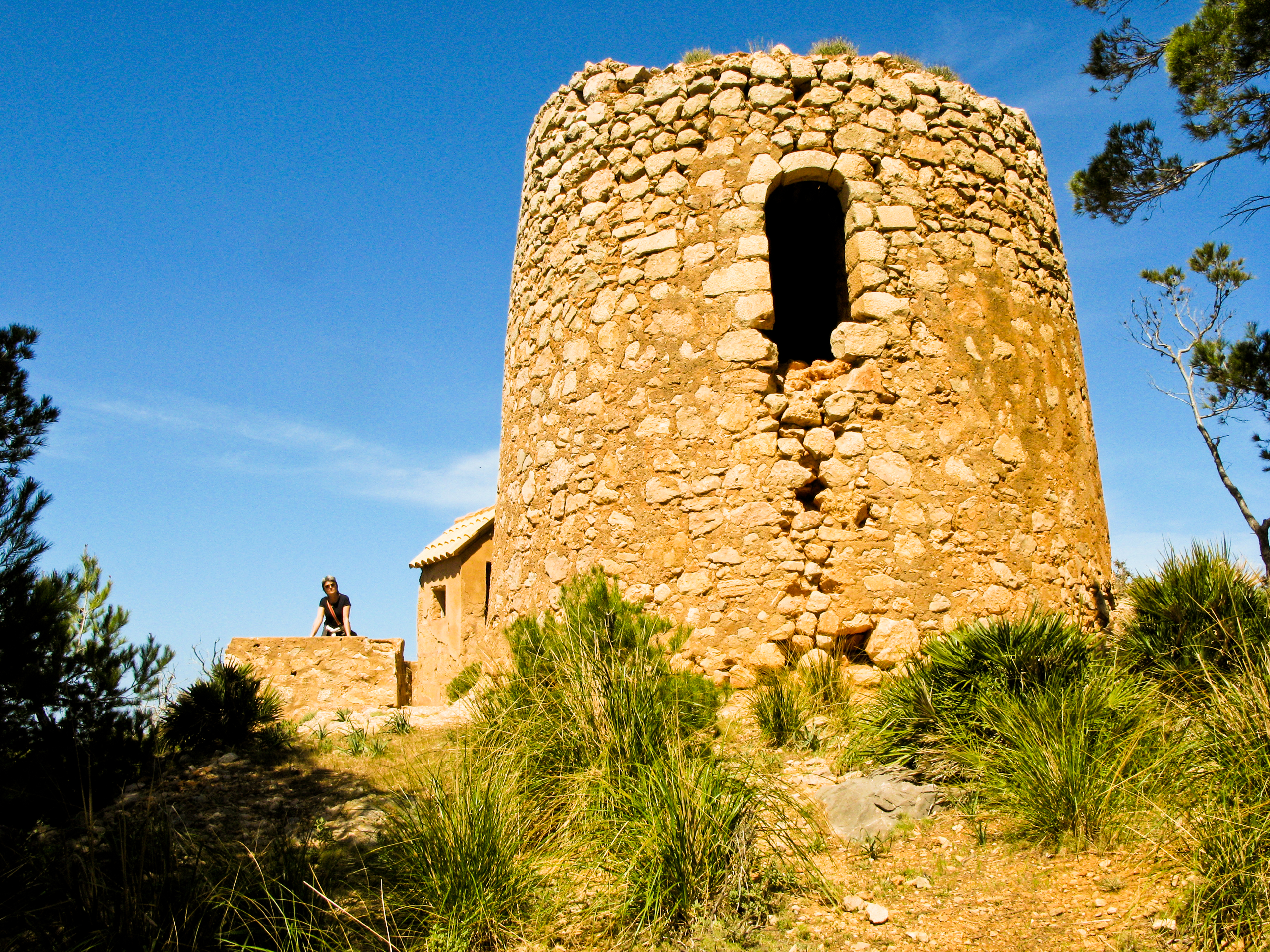
Torre de l'Evangèlica
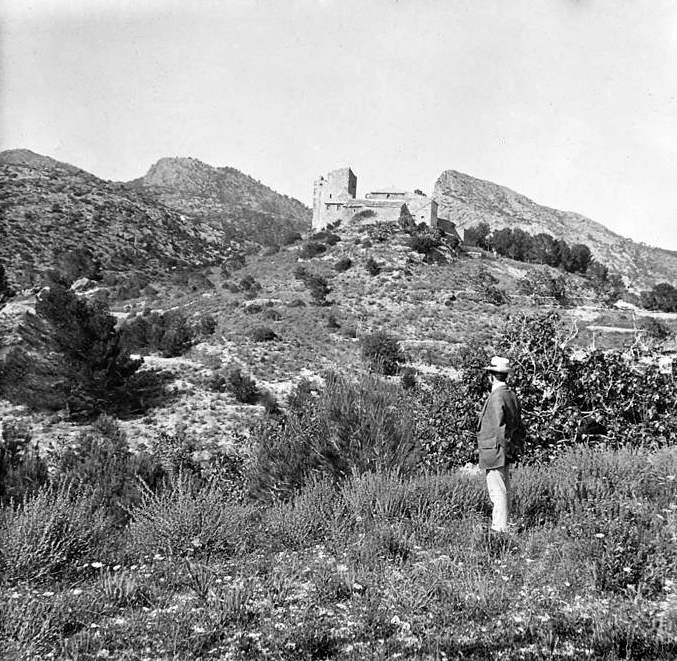
Torre de Sant Elm

Al llarg de la costa d'Andratx es conserven diverses torres de vigilància del segle xvi, declarades Bé d’Interès Cultural. Destaquen la Torre del Cap Andritxol (1556), que vigilava la cala de Santa Ponça i Camp de Mar; la Torre de Sant Carles (o Torre del Port, 1583) situada a l'entrada del port d'Andratx; i la Torre de Cala en Basset (1586) a prop de Sant Elm, que protegia l'accés a Dragonera. Encara avui aquestes torres, de planta circular o quadrada, formen part del paisatge costaner i recorden l'època de les incursions pirates.

## Andritxols destacats
- Fra Antoni Ramon Pasqual i Fleixes (1708-1791) – Monjo cistercenc, filòsof i teòleg. Nascut probablement a Andratx l'any 1708, ingressà a l'orde del Cister i fou abat del monestir de la Real a Palma. Va ser professor de filosofia a la Universitat Lul·liana i un erudit reconegut a la seva època. També ocupà càrrecs com a definidor general de la seva orde. És considerat un dels il·lustrats mallorquins del segle xviii. A Andratx se'l venera com a fill il·lustre: el seu bust presideix la plaça de l'Església Santa Maria.
- Baltasar Porcel i Pujol (1937-2009) – Escriptor i periodista, fou un reconegut autor mallorquí contemporani. Va escriure novel·les, relats, literatura de viatges i articles periodístics principalment en català. Entre les seves novel·les destaquen Cavalls cap a la fosca (1975) o Les primaveres i les tardors (1986). Col·laborà en diaris com La Vanguardia i dirigí l'Obra Cultural de Caixa Catalunya. Porcel va rebre diversos premis literaris, tals com el premi Ramon Llull o el Josep Pla de narrativa, i la Creu de Sant Jordi. Malgrat traslladar-se a viure a Barcelona de jove, mai va perdre el vincle amb Andratx, que sovint apareix reflectit en la seva obra literària. L'institut d'educació secundària del municipi porta el seu nom en homenatge.
- Cristòfol Serra i Simó (1922-2012) – Escriptor, traductor i erudit. Tot i haver nascut a Palma el 1922, prové per línia materna d’'una família de s'Arracó i va passar part de la infantesa i joventut a Andratx. La seva obra literària, inclou assaigs, dietaris i relats breus, entre els quals Permell de griu o Afrau. Se'l considera una figura singular de les lletres mallorquines de postguerra, amb influències de la mística i el surrealisme. L'any 2014 l'Ajuntament d'Andratx el va nomenar fill il·lustre a títol pòstum.[22]
- Gabriel Ensenyat Pujol (1961) – és un historiador i catedràtic especialitzat en història i cultura catalana medieval. Es llicencià en Història a la Universitat de les Illes Balears (UIB), on es doctorà el 1990 amb una tesi sobre la reintegració de la Corona de Mallorca a la Corona d'Aragó. Des de 1989 és docent a la UIB i actualment és catedràtic del Departament de Filologia Catalana i Lingüística General. La seva recerca se centra en la història política i cultural de la Mallorca medieval, les relacions comercials amb Flandes i l'obra de Ramon Llull. Ha publicat nombrosos articles en revistes especialitzades i és autor d'obres com Flandes i la Mallorca medieval a través dels Pont, Escriure i llegir a Mallorca a l'edat mitjana i Moros & Catalans: Un debat identitari a la Mallorca del segle xxi, aquesta darrera guardonada amb el Premi Mallorca d'Assaig 2022. També ha col·laborat amb la Gran Enciclopèdia de Mallorca.

## Política
| Eleccions municipals de 28 de maig de 2023 - Andratx                                            |                                        |                                     |                                     |       |          |          |
| Candidatura                                                                                     | Candidatura                            | Candidatura                         | Cap de llista                       | Vots  | Vots     | Regidors |
|                                                                                                 | Partit Popular de les Illes Balears    |                                     | Estefanía Gonzalvo Guirado          | 2057  | 45,92%   | 9        |
|                                                                                                 | Partit Socialista de les Illes Balears |                                     | Antoni Mir Salva                    | 790   | 17,63%   | 3        |
|                                                                                                 | Proposta per les Illes                 |                                     | Francisca Castell Tomás             | 481   | 10,74%   | 2        |
|                                                                                                 | Més per Mallorca                       |                                     | Ruth Mateu Vinent                   | 418   | 9,33%    | 2        |
|                                                                                                 | Vox                                    |                                     | Francisco Javier Hidalgo Contreras  | 265   | 5,92%    | 1        |
|                                                                                                 | Ciutadans - Partit de la Ciutadania    |                                     | Ángel Hoyos Vich                    | 218   | 4,97%    | 0        |
|                                                                                                 | Unides Podem                           |                                     | Aina Maria Porcel Vera              | 183   | 4,08%    | 0        |
|                                                                                                 | Vots en blanc                          |                                     |                                     | 68    | 1,52%    |          |
| Total vots vàlids i regidors                                                                    | Total vots vàlids i regidors           | Total vots vàlids i regidors        | Total vots vàlids i regidors        | 4480  | 100 %    | 17       |
|                                                                                                 | Vots nuls                              | Vots nuls                           | Vots nuls                           | 73    | 1,6%     |          |
| Participació (vots vàlids més nuls)                                                             | Participació (vots vàlids més nuls)    | Participació (vots vàlids més nuls) | Participació (vots vàlids més nuls) | 4553  | 54,99%** |          |
| Abstenció                                                                                       | Abstenció                              | Abstenció                           | Abstenció                           | 3727* | 45,01%** |          |
| Total cens electoral                                                                            | Total cens electoral                   | Total cens electoral                | Total cens electoral                | 8280* | 100 %**  |          |
| Batle: Estefanía Gonzalvo Guirado Per majoria absoluta dels vots dels regidors                  |                                        |                                     |                                     |       |          |          |
| Fonts: Infoelectoral (* No són vots sinó electors. ** Percentatge respecte del cens electoral.) |                                        |                                     |                                     |       |          |          |

## Entitats
El Club Esportiu Andratx és un club de futbol fundat l'any 1957. Ha competit a la Tercera divisió, Grup 11, categoria en la qual ha participat durant 15 temporades. A més, ha estat campió de la Primera Regional Preferent mallorquina de futbol en una ocasió, durant la temporada 2018/2019.
El club aconseguí l'ascens a la Segona Divisió RFEF la temporada 2022/23 després de ser campió del seu grup de Tercera Divisió RFEF.